# Пекорара
Пекора̀ра (на италиански: Pecorara, на местен диалект Pügrèra, Пюгърера) е село в северна Италия, община Алта Вал Тидоне, провинция Пиаченца, регион Емилия-Романя. Разположено е на 481 m надморска височина.